# Gibsonburg (Ohio)
Gibsonburg es una villa ubicada en el condado de Sandusky en el estado estadounidense de Ohio. En el Censo de 2010 tenía una población de 2581 habitantes y una densidad poblacional de 346,86 personas por km².

## Geografía
Gibsonburg se encuentra ubicada en las coordenadas 41°23′19″N 83°19′21″O / 41.38861, -83.32250. Según la Oficina del Censo de los Estados Unidos, Gibsonburg tiene una superficie total de 7.44 km², de la cual 6.2 km² corresponden a tierra firme y (16.64%) 1.24 km² es agua.

## Demografía
Según el censo de 2010, había 2581 personas residiendo en Gibsonburg. La densidad de población era de 346,86 hab./km². De los 2581 habitantes, Gibsonburg estaba compuesto por el 94.23% blancos, el 0.62% eran afroamericanos, el 0.15% eran amerindios, el 0.04% eran asiáticos, el 0% eran isleños del Pacífico, el 3.41% eran de otras razas y el 1.55% pertenecían a dos o más razas. Del total de la población el 8.56% eran hispanos o latinos de cualquier raza.